# Дяківці (заказник)
Дя́ківці — ботанічний заказник загальнодержавного значення в Україні. Розташований у межах Вінницького району Вінницької області, біля села Дяківці в кварталах 14-17 Літинського лісництва.
Площа 223 га. Створений у 1984 р. Перебуває у віданні Хмільницького держлісгоспу.
Охороняються грабова діброва з домішкою ясена, берези бородавчастої. У трав'яному покриві зростають рідкісні види: цибуля ведмежа, гніздівка звичайна, коручка темно-червона, занесені до «Червоної книги України». Трапляються специфічні види: герань темна, зубниця залозиста, кадило сарматське, рівноплідник рутвицевий. На значній площі є рідкісні рослинні угруповання — березняк з покривом із цибулі ведмежої, своєрідний грабово-березовий ліс з папороттю чоловічою та папороттю жіночою у трав'яному покриві.
Заказник займає плоске пониження на широкому плакорі з сірими лісовими та темно-сірими лісовими ґрунтами. Переважають в заказнику угрупування грабово-дубових лісів яглицевих, а на підвищеннях — грабово-дубових лісів зірочникових, подекуди трапляються фрагменти чисто дубових лісів (з переважанням в деревостані дуба звичайного) ліщиново-осокових. В їхньому флористичному складі домінують мезофітні неморальні види: яглиця звичайна, зірочник лісовий, маренка пахуча, медунка темна, горделімус європейський, проліска багаторічна, копитняк європейський, купина багатокольорова, мерингія трижилкова, зеленчук жовтий тощо.
Найбільшою цінністю в заказнику є значні площі грабово-дубових лісів ведмежоцибулевих, які є рідкісними і внесені в «Зелену книгу Україну». Домінантом травостою даних ценозів є цибуля ведмежа, занесена до «Червоної книги України», яка має покриття 90-100%. Ассектаторами в даних угрупованнях є типові неморальні види, які переносять вплив коллінів цибулі ведмежої: зеленчук жовтий, розхідник звичайний, копитняк європейський, медунка темна, зуб'янка цибулева, яглиця звичайна.
У  флорі заказника є види, занесені в «Червону книгу України»: лілія лісова, любка зеленоквіткова, коручка чемерникоподібна, підсніжник білосніжний, гніздівка звичайна.